# Gulp (rivier)

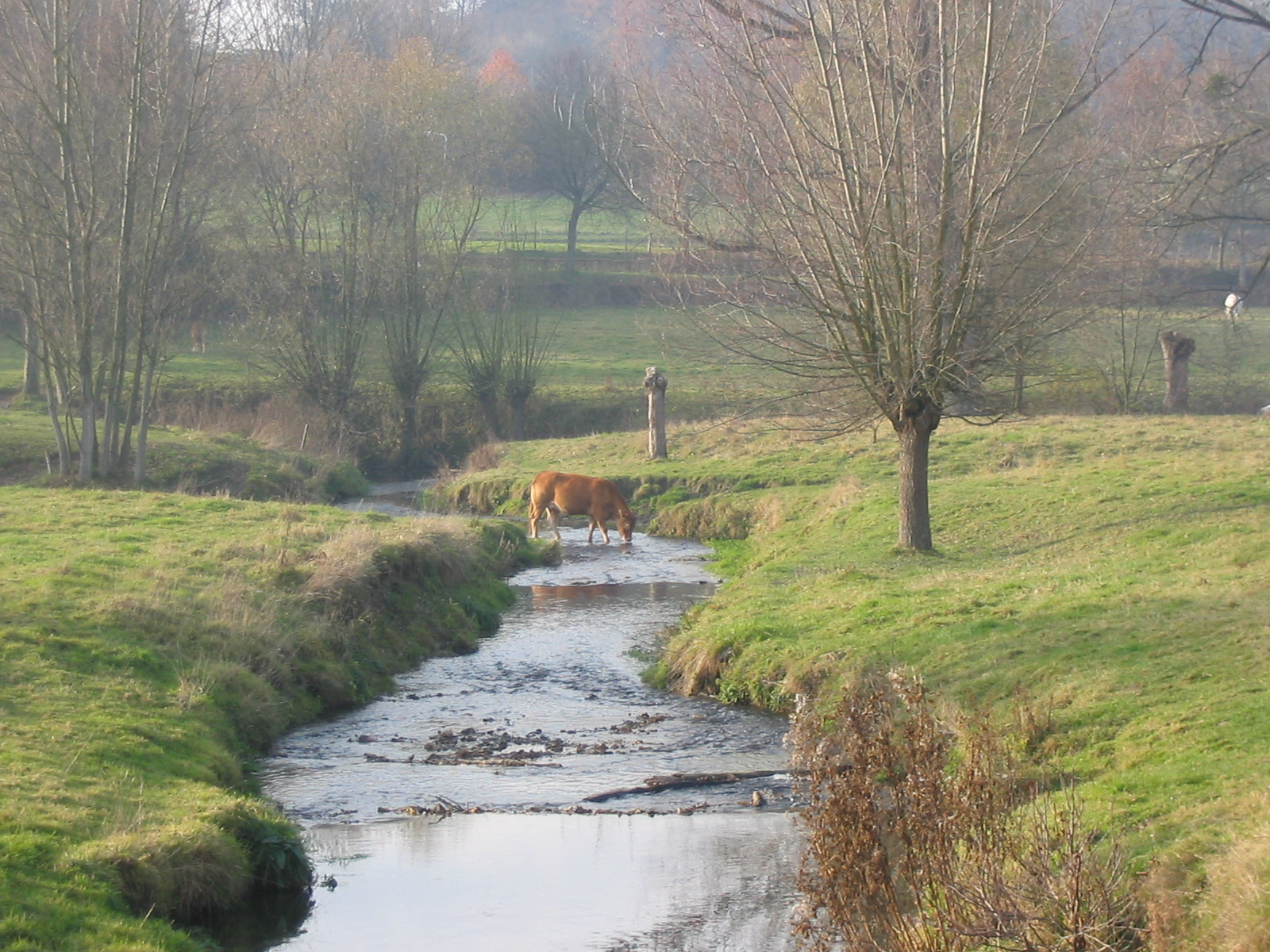
De Gulp te Slenaken

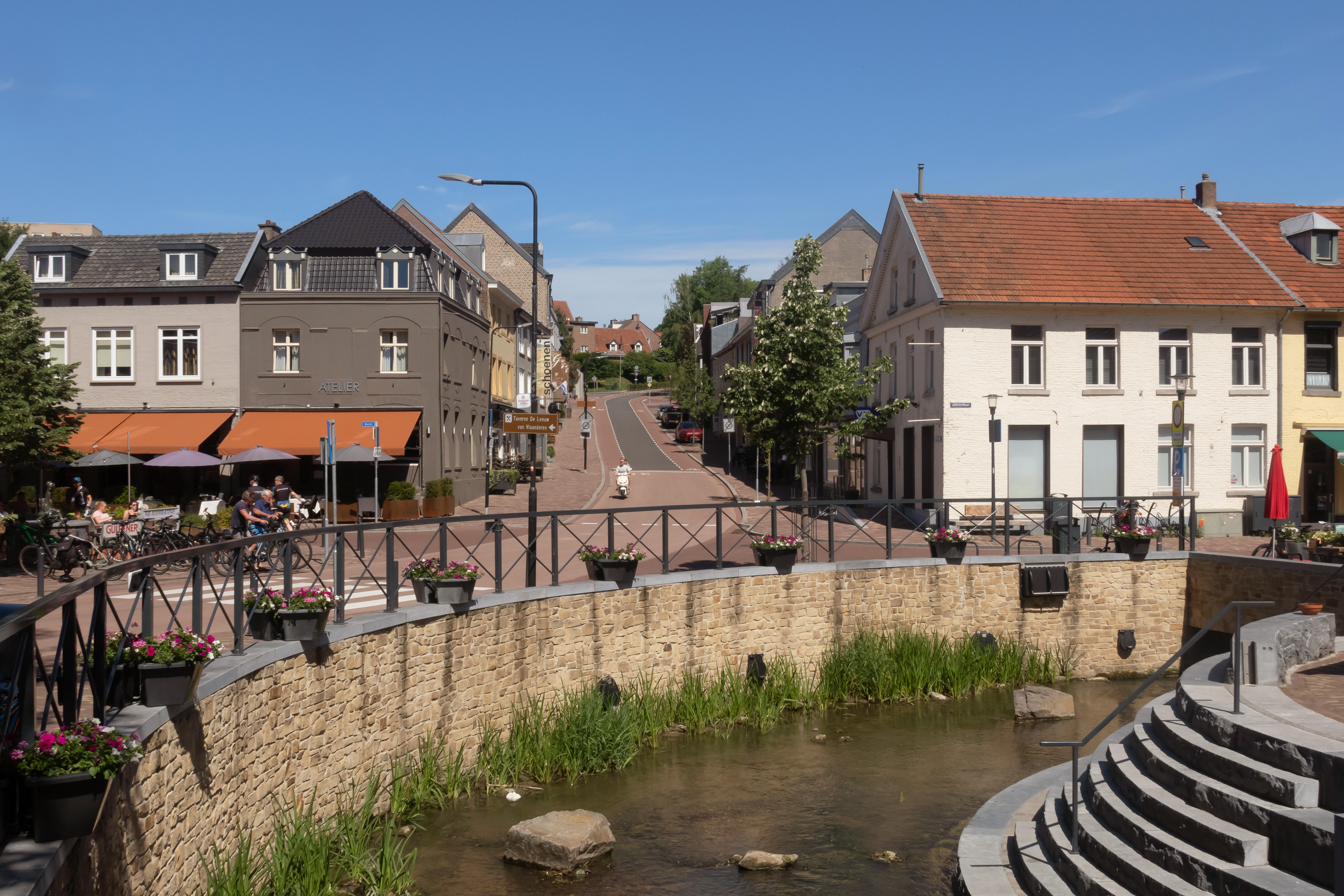
De Gulp in het centrum van Gulpen

De Gulp (Frans: Galoppe) is een snelstromende zijbeek van de Geul in een heuvelachtige streek in de Belgische provincies Luik en Limburg, meer bepaald de exclave Voeren, en het zuiden van Nederlands Limburg. De rivier is bij benadering 22 kilometer lang van de bron in Hendrik-Kapelle tot de monding bij de motte Gracht Burggraaf bij Gulpen. De lengte is wegens de vele meanders moeilijk exact te meten. De Gulp stroomt door het Gulpdal.
In de Romeinse tijd werd de Gulp 'Galopia' of 'Gulippa' genoemd, wat 'kleine Geul' of 'bovenbeek' betekent. De Gulp is een echte forellenbeek: snel vliedend en rijk aan zuurstof. De beekforel komt dan ook veelvuldig voor. Het landschap van het smalle dal van de Gulp lijkt veel op dat van de Geul: een boeiende afwisseling van loofbossen, graslanden, akkers, drassige oevers, poelen, boomgaarden en holle wegen.

## Loop
De Gulp ontspringt in Hendrik-Kapelle in België op de grens met Homburg. Als het stroompje daar de weg afloopt voegen er zich een paar bronnen en beken bij: de Beriliere-beek, de Mabroekerbeek en de Remersdaler beek. Het is hier een echt bronnengebied; overal borrelt het water uit verschillende poelen op.
Verder gaat het over de Voerense dorpen Remersdaal en Teuven en de Slijpsteen van Slenaken naar de Nederlandse grens bij grenspaal 17. Vervolgens stroomt de Gulp door Slenaken en komt het even buiten het dorp langs de voormalige Broekmolen.
Voorbij het Groote Bosch gaat het door Beutenaken, Waterop, langs Kasteel Karsveld, Billinghuizen, langs het restant van de Groenendalsmolen, Euverem, de vroegere forellenkwekerij en Kasteel Neubourg met Mariakapel naar Gulpen. Daar voedt de Gulp de Neubourger Molen en loopt hierna door de kern van het dorp (waar ooit de Veldmolen lag) en naar de motte Gracht Burggraaf om aldaar in de Geul uit te monden.
Het Gulpdal wordt aan de oostzijde begrensd door de hellingen van het Plateau van Crapoel en aan de westzijde van het Plateau van Margraten.

## Bezienswaardigheden
- De Slijpsteen van Slenaken
- De kasteelhoeve Veljaren in Homburg.
- Het kasteel van Obsinnich in Remersdaal
- het Kasteel van Teuven
- Het klooster Sinnich in Teuven
- De Molen van Medael
- De Broekmolen tussen Slenaken en Beutenaken
- Kasteel Karsveld in Waterop
- Mariakapel in Waterop
- De Groenendaalsmolen in Gulpen (in de Gulp)
- De Neubourger Molen in Gulpen (in de Gulp)
- Kasteel Neubourg bij Gulpen
- Het toeristische Zuid-Limburgse dorp Gulpen waar de rivier in de Geul uitmondt.

## Watermolens op de Gulp
De Gulp heeft door de eeuwen heen verschillende watermolens gehad die gebruik maakten van het water van deze beek. Dit zijn de:
- Moulins Meyers bij Homburg
- Molen van Medael bij Homburg
- Molen van Obsinnich bij Obsinnich
- Watermolen van Sinnich bij Sinnich
- Molen van Teuven bij Teuven
- Broekmolen bij Slenaken
- Groenendalsmolen bij Pesaken/Billinghuizen
- Neubourger Molen te Gulpen
- Veldmolen te Gulpen